# Ivánd

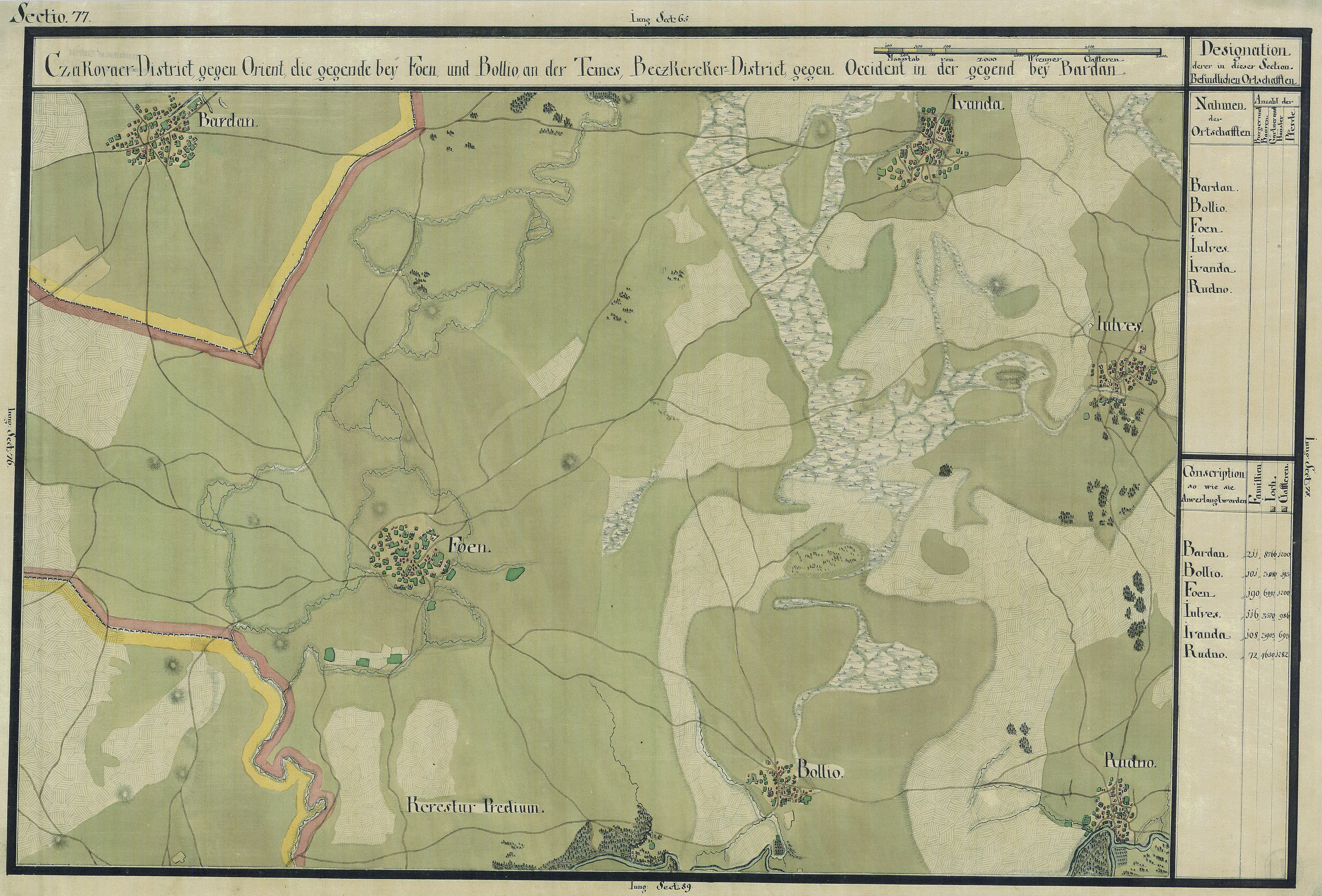
Ivánd egy régi térképen

Ivánd, románul: Ivanda,szerbül: Иванда, falu Romániában, a Bánságban, Temes megyében.

## Fekvése
Temesvártól délnyugatra, Párdánytól északkeletre Torontálgyülvész és Szerbszentmárton közt fekvő település.

## Története
Ivánd Árpád-kori település. Nevét már 1221-ben említette oklevél Fons Ivance, ecclesia de Ponte formában. 1333-ban Hinand [Hiuand], 1334-ben Hiuand, Iwanch, 1400-ban Iwand mint a Csákak birtoka, 1828-ban Ivánda, 1913-ban Ivándként volt említve.
1851-ben Fényes Elek írta a településről: „Ivánda, rácz falu, Torontál vármegyében, Gyülvészhez 1/2 órányira: 1178 óhitű lakossal, s anyatemplommal, 64 7/8 egész telekkel. Földesura Ivándai Karácson István. Utolsó posta Temesvár.”
Ivánd a középkorban Temes vármegyéhez tartozott. 1332–1337 között a pápai tizedjegyzék is említette, ekkor már egyházas hely volt. A török hódoltság alatt nem pusztult el. 1717-ben az összeírás szerint még 40 lakott háza volt, később azonban elpusztult. 1750-től a becskereki kerülethez tartozó kincstári pusztaként a délmagyarországi bérlők társasága bérelte. Az 1761. évi katonai térkép Bianlak alakban a mai Ivánd mellé helyezi. 1781-ben Moska Naum és Konstantin vásárolták meg. Ekkor már ismét lakott hely volt. 1783–1784-ben szerb lakosainak egy része a Határőrvidékre költözött. Helyükre németek telepedtek le.
A 19. század elején (1811 előtt) az Ivándai Karácsony család birtokába került. 1838-ban Karácsony István volt a helység földesura. Később a család itteni birtokait megosztotta a Kiszombori Rónay családdal, a többit, pedig a 19. század hetvenes éveiben Wolfinger Sámuel vásárolta meg, kitől 1885 körül Csávossy Ignác birtokába jutott. Tőle fia, báró Csávossy Gyula örökölte. A 20. század elején báró Csávosy Gyula örökösei és a Módosi Takarékpénztár részvénytársaság Ivánd legnagyobb birtokosai.
A község két régi, 1848 előtt épült úri lakja közül egyiket az Ivándai Karácsony család, a másikat a Rónay család építette.
A trianoni békeszerződés előtt Torontál vármegye Párdányi járásához tartozott.
1910-ben 1477 lakosából 1034 szerb, 301 német, 62 magyar volt. Ebből 1116 görög keleti ortodox, 344 római katolikus, 16 izraelita volt.

### Biallak
Ivánddal volt határos a középkorban Biallak (Bivalylak) falu is, melyről 1400-ból maradt fenn első ízben adatunk, akkor Temes vármegyéhez tartozott.

## Nevezetességek
- Szent Gábriel arkangyalnak szentelt szerb görög keleti temploma 1851-ben épült. A romániai műemlékek jegyzékében a TM-II-m-B-06241 sorszámon szerepel.[1]
- Római katolikus temploma 1893-ban készült.
- Keserűvízforrásának vizét a 20. század elejének adatai szerint Ivándi Mars keserűvíz néven hozták forgalomba.